# Le Complot (film, 1973)
Pour les articles homonymes, voir Le Complot.
Pour plus de détails, voir Fiche technique et Distribution.
Le Complot est un film franco-italo-espagnol réalisé par René Gainville, sorti en mai 1973.

## Synopsis
En 1962, afin d'empêcher le général de Gaulle de céder aux revendications du FLN et de laisser  l'Algerie devenir indépendante, les membres de l'OAS décident de faire évader le Général Challe, emprisonné à Tulle. Le commandant Dominique Clavet (Jean Rochefort), succédant à son chef Cyrus qui a été arrêté, organise avec ses hommes un hold-up pour financer l'évasion. Dans le même temps, aidé par des « barbouzes », le commissaire divisionnaire Lelong (Michel Bouquet), loyal au gouvernement mais désabusé, enquête sur cette conjuration, ayant parfois des doutes devant la complexité de la situation.

## Fiche technique
- Titre : Le Complot
- Réalisation : René Gainville, assisté de Tony Aboyantz et Bernard Grenet
- Scénario : René Gainville	 et Jean Laborde
- Producteur : Simone Allouche, François de Lannurien et Léla Milcic
- Société de production: 14 Luglio Cinematografica (Rome), Eguiluz Film (Madrid), Les Films de La Boétie
- Musique : Michel Magne
- Son : Robert Beauchamp
- Photographie : Étienne Szabo
- Montage : Monique Kirsanoff
- Décors : André Labussière
- Pays d'origine :  France
- Format : couleur
- Genre : politique
- Durée : 120 minutes (France)/ 99 min (Espagne)
- Date de sortie : 10 mai 1973 (France)

## Distribution
- Jean Rochefort : le commandant Dominique Clavet
- Michel Bouquet : le commissaire divisionnaire Lelong
- Michel Duchaussoy : le lieutenant Leblanc, de l'OAS
- Raymond Pellegrin : Paraux, conseiller spécial
- Marina Vlady : Christiane Clavet
- Simón Andreu (VF : Claude Giraud) : le lieutenant Baudry, de l'OAS
- Maurice Biraud : Brunet, de l'OAS
- Robert Castel : Saporo, de l'OAS
- Daniel Ceccaldi : Carat, de l'OAS, avocat
- Dominique Zardi : Hans, de l'OAS, ex-légionnaire
- Raymond Gérôme : l'avocat Vignaud, de l'OAS
- Michel Fortin : le garagiste pro-OAS
- Yves Barsacq : le médecin militaire pro-OAS
- Henri Lambert : le policier dans le café
- André Rouyer : l'indicateur, ingénieur sorti de l'École centrale
- Gabriele Tinti (VF : Bernard Murat) : Moret, inspecteur pro-OAS
- Angel del Pozo : Marchand, inspecteur
- Teresa Rabal : Evelyne, la parfumeuse
- Abder El Kebir : Abder, l'ami de Saporo (crédité El Kebir)